# Engelsina Markizova

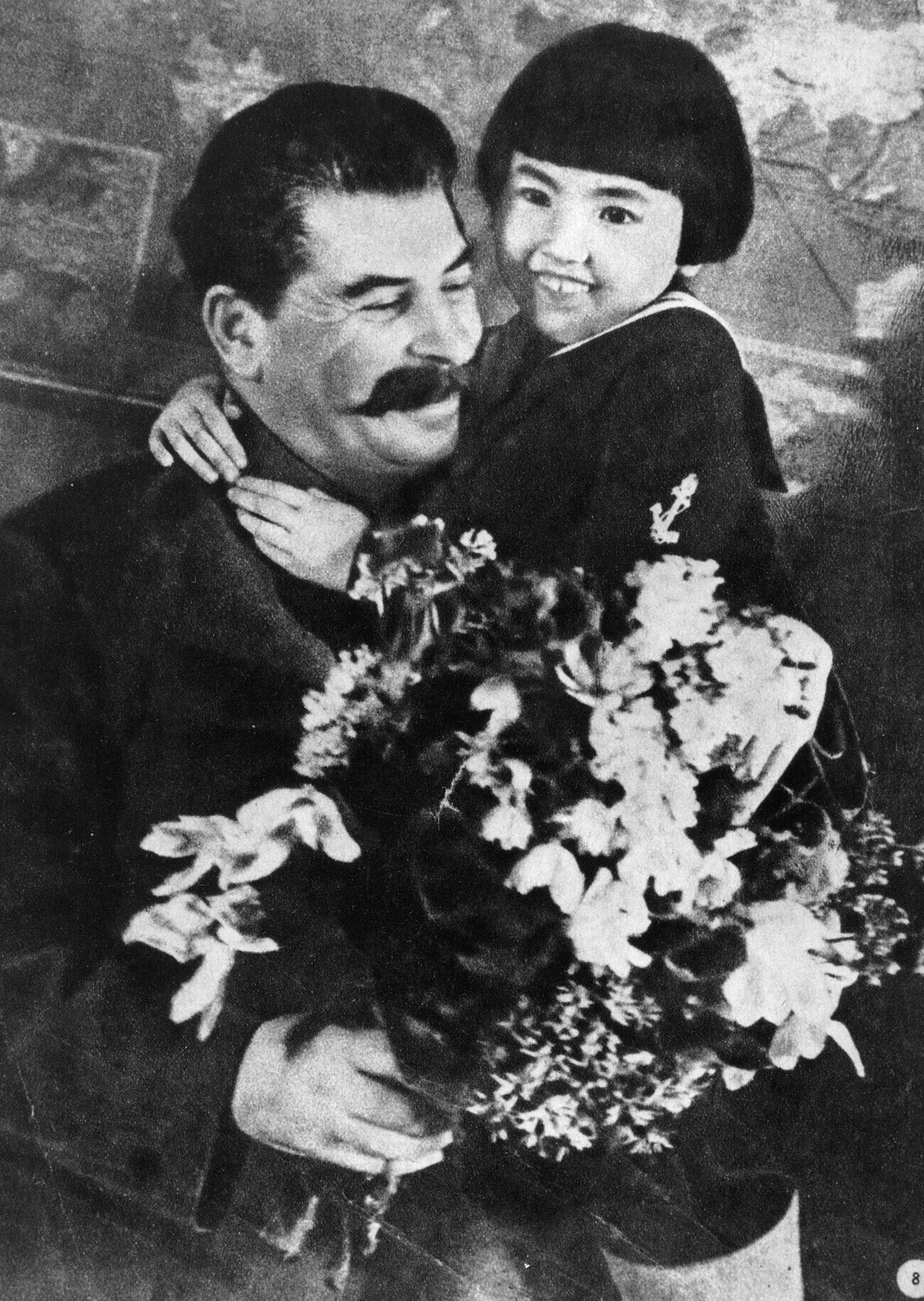
Stalin recebe flores de Engelsina Markizova, em 1936. A foto, não encenada, foi largamente usada na propaganda do regime. Mas pouco tempo mais tarde Stalin tornaria a menina orfã: ambos os pais perderiam a vida no Grande Terror.

Engelsina Markizova ou Engelsina "Gelya" Sergeyevna Markizova (Ulan Ude, 16 de novembro de 1928 - Antália, 11 de maio de 2004) foi uma mulher buriate que alcançou fama quando criança depois de ser fotografada abraçando o líder soviético Joseph Stalin, uma imagem que se tornou um dos símbolos de propaganda mais duradouros da era estalinista, quando foi difundida em escolas, campos de pioneiros e instituições infantis.
Em 1937, seu pai, que era funcionário provincial da região da Buriácia, foi levado de sua casa por agentes da polícia secreta, acusado de ser espião japonês e trotskista. Apesar dos apelos de sua mãe a Stalin por meio de Engelsina Markizova por clemência, ele foi executado em julho de 1938. Agora filha de um inimigo do povo, Markizova se viu rejeitada por seus colegas de classe enquanto sua mãe foi presa por um ano e finalmente deportada para o sul do Cazaquistão, morrendo lá aos 32 anos no que foi descrito como um "acidente misterioso ", "um assassinato que as autoridades nunca investigaram", ou suicídio. Agora órfã, Markizova morava com parentes em Moscovo.
Nessa altura, em vez de remover ou alterar suas fotos, os propagandistas soviéticos decidiram que era mais fácil atribuir outra identidade à garota retratada, em vez de remover todas as fotos, esculturas e mosaicos.   Portanto, a garota da foto foi oficialmente identificada como Mamlakat Nakhangova, uma menina tadjique  que ganhara a Ordem de Lenin trabalhando como colhedora de algodão. As imagens começaram a desaparecer lentamente após 1953, com a ascensão da desestalinização.